# 大規模な災害の被災地における借地借家に関する特別措置法
大規模な災害の被災地における借地借家に関する特別措置法（だいきぼなさいがいのひさいちにおけるしゃくちしゃくやにかんするとくべつそちほう）とは大規模な災害の被災地における借地借家についての特別措置を定める日本の法律である。

## 概要
この法律の要点は、
1. 大規模な災害により借地上の建物が滅失した場合について、借地権者による借地契約の解約を容易にする制度等を創設
2. 大規模な災害の被災地における暫定的な土地利用に対する需要に応えるため、存続期間を5年以下とするとともに、更新を認めない短期の借地権の設定を可能とする制度を創設

であり、罹災都市借地借家臨時処理法に代わるものとして制定された。
法案は、2013年4月9日に衆議院に提出され、5月21日に衆議院本会議で、6月19日に参議院本会議でともに全会一致で可決された。

## 制定の理由
法務省は、制定の理由として、罹災都市借地借家臨時処理法は、第二次世界大戦後の応急的、時限的な立法であり、
1. 優先借地権制度[注釈 1]は、借地権が相当な価値を持つ現代に合わない
2. 優先借家権制度[注釈 2]賃貸人に過重な義務を負わせ、かえって建物が再築されないおそれがある。また現代においては被災者の居住等に対する公的支援が充実しつつある
3. 借地権の対抗力の特例[注釈 3]何ら公示なく長期間にわたり対抗力の特例を認めると、取引の安全を害するおそれがある

の問題が生じており、阪神・淡路大震災では、罹災都市借地借家臨時処理法が適用されたが、かえって復興を阻害したという指摘がされ、東日本大震災では、関係市町村は適用を求めず、適用は見送られた、と説明している

## 適用
この法律が適用される特定大規模災害は政令で指定され（第2条第1項）、その際、第3条から第5条まで、第7条及び第8条に規定する措置のうち当該特定大規模災害に対し適用すべき措置並びにこれを適用する地区の指定も行われる（第3条）
2023年3月23日現在の指定事例は、大規模な災害の被災地における借地借家に関する特別措置法第二条第一項の特定大規模災害及びこれに対し適用すべき措置等を指定する政令（平成25年政令第367号）により、福島県双葉郡大熊町に対し第7条（被災地短期借地権）を適用したのが唯一の例である。